# Salix eriocarpa
Salix eriocarpa là một loài thực vật có hoa trong họ Liễu. Loài này được Franch. & Sav. miêu tả khoa học đầu tiên năm 1875.

## Hình ảnh

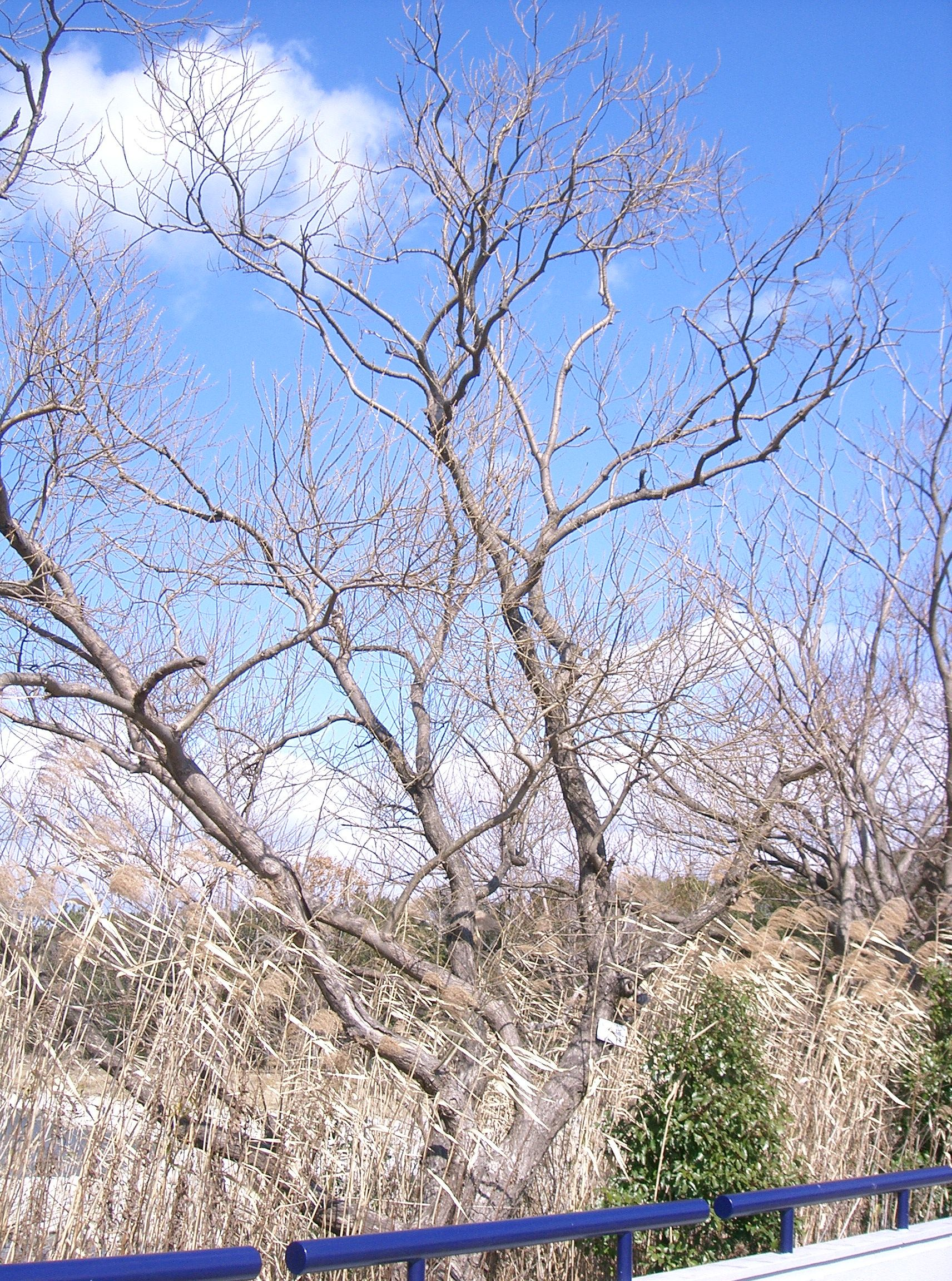
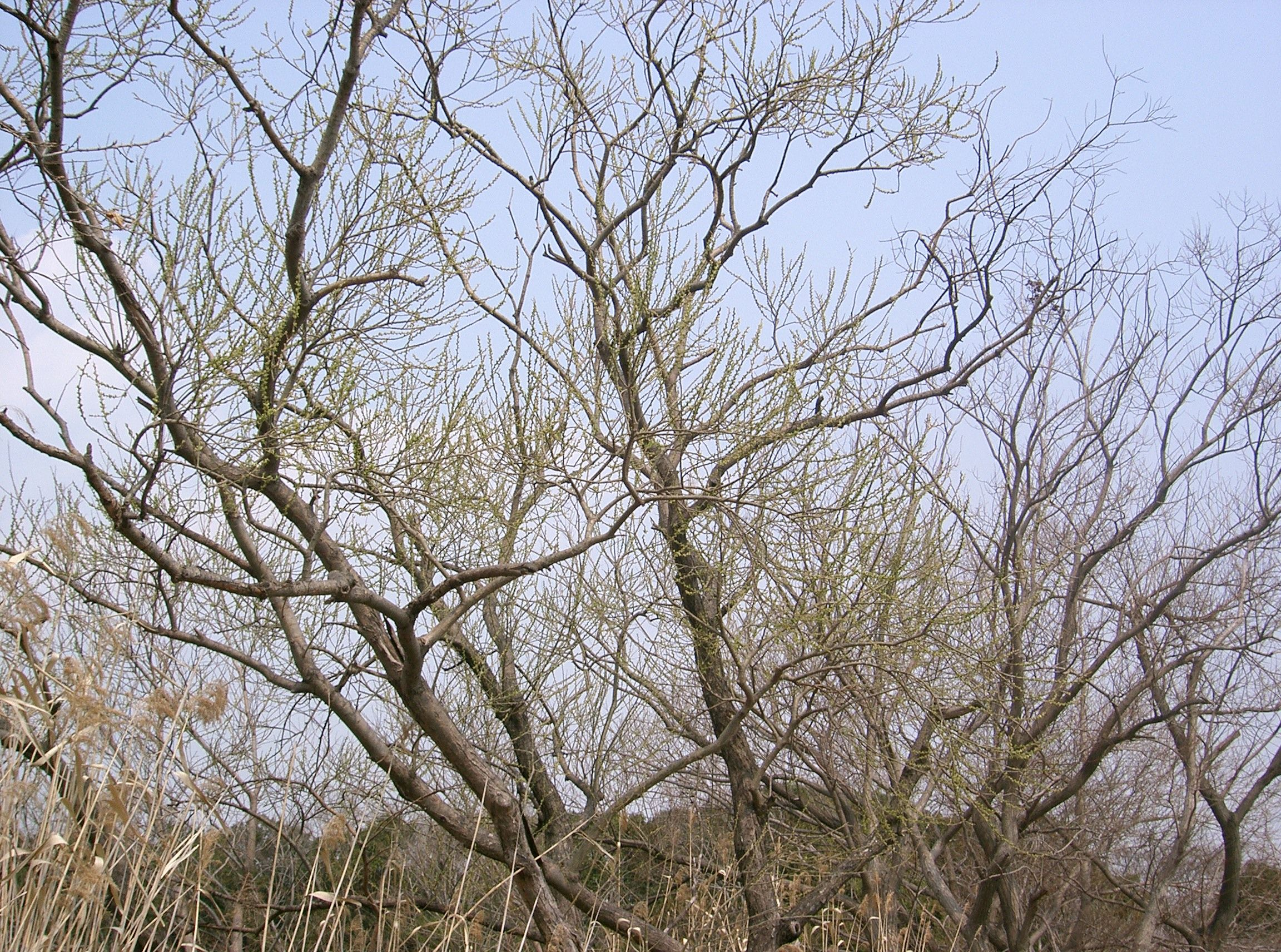
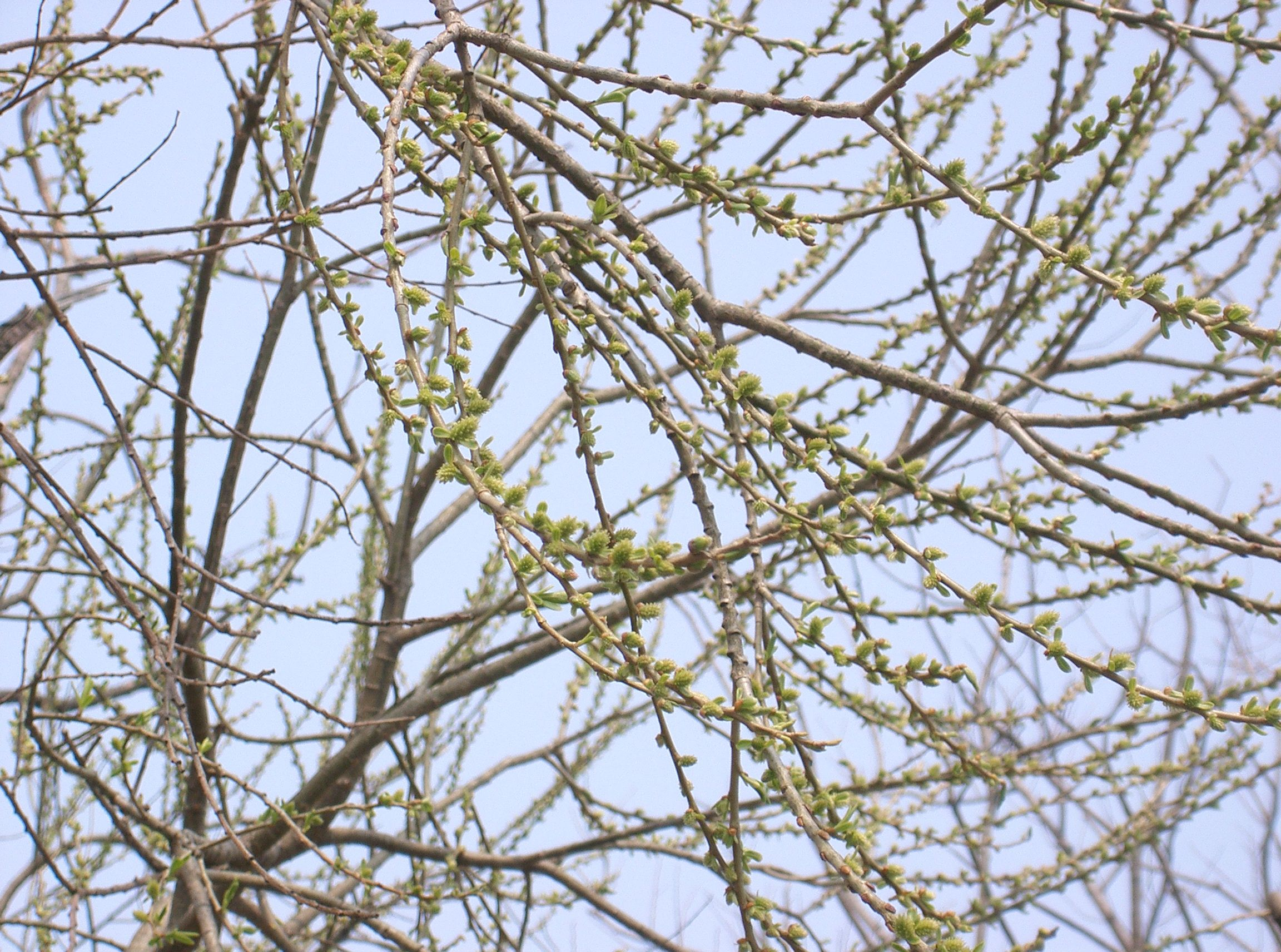